# Ludwik Berger

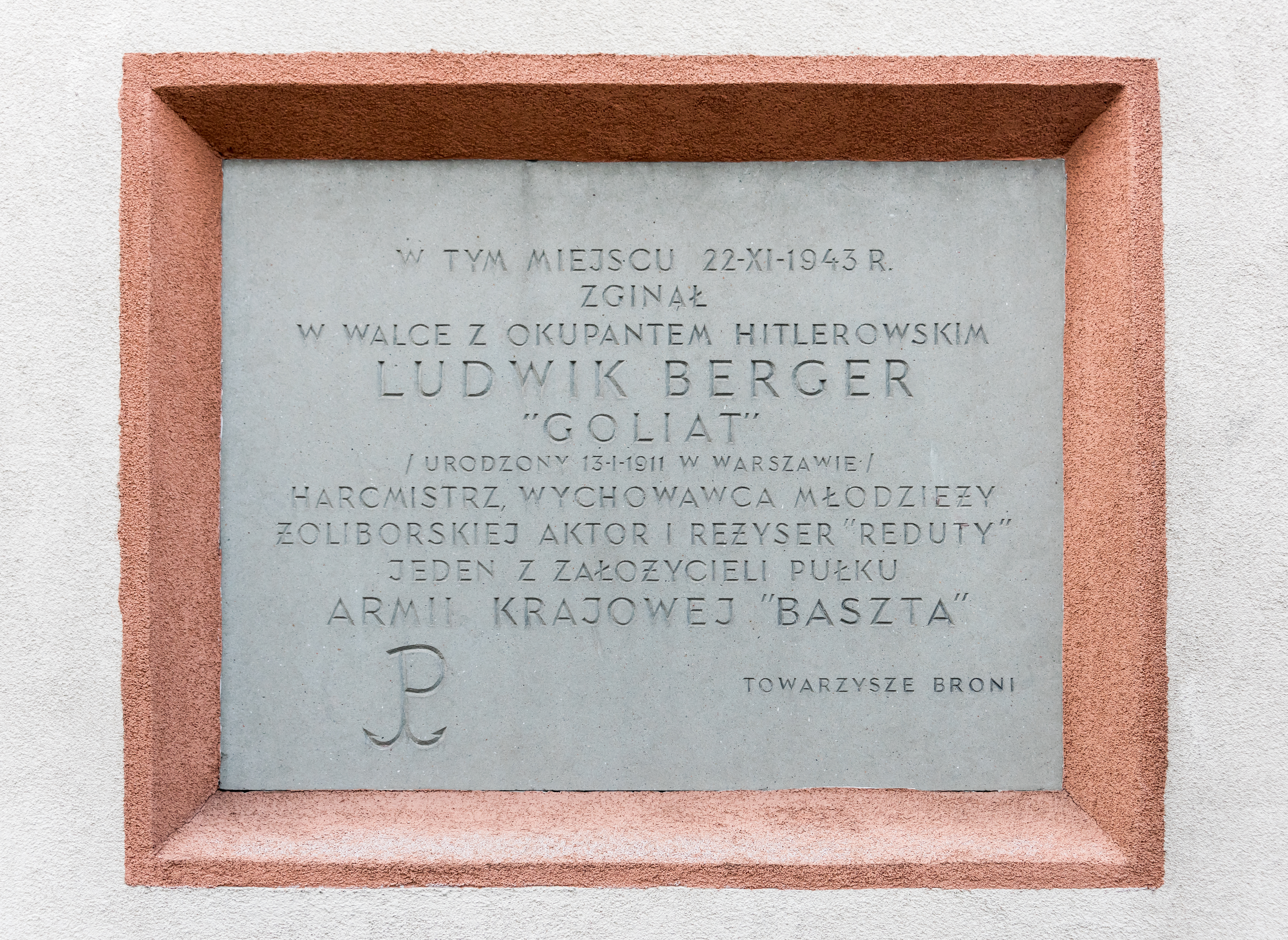
Tablica pamiątkowa przy ul. Śmiałej 5/7 w Warszawie

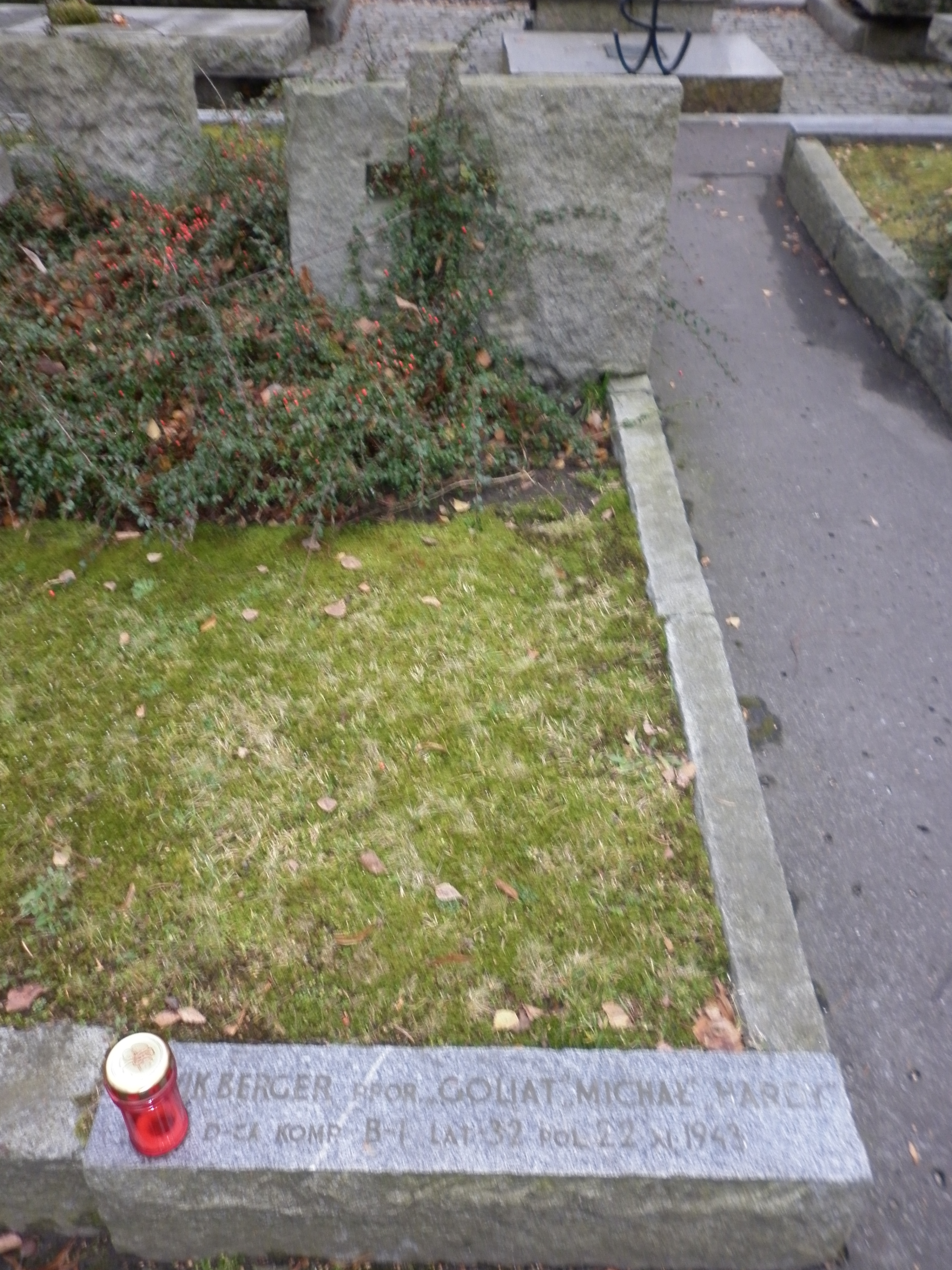
Grób Ludwika Bergera na cmentarzu Wojskowym na Powązkach

Ludwik Berger ps. „Goliat”, „Michał”, „Hardy” (ur. 13 stycznia 1911 w Zakopanem, zm. 22 listopada 1943 w Warszawie) – aktor i reżyser związany ze środowiskiem „Reduty”, harcerz, współtwórca oddziału konspiracyjnego, który stał się zalążkiem batalionu, późniejszego pułku AK „Baszta”.

## Życiorys
Ludwik Berger urodził się 13 stycznia 1911 roku w Zakopanem w rodzinie robotniczej. Ojciec Adolf Kazimierz Berger i matka Michalina z domu Solecka związani byli z Polską Partią Socjalistyczną. Ludwik wzrastał w duchu niepodległościowo-socjalistycznym. Po ukończeniu szkoły średniej we Lwowie w 1928 roku, trafił pod opiekę zaprzyjaźnionego z rodziną Juliusza Osterwy. Związał się z Instytutem Reduty, w którym pełnił różne funkcje od gońca, poprzez inspicjenta po aktora i reżysera.
Był znany jako doskonały organizator, uczestniczył w pracach szkolnego teatru Reduty organizowanego przy niektórych warszawskich liceach. Szkolnymi teatrami kierowały Maria Dulęba i Ewa Kunina. Berger w 1937 został opiekunem i reżyserem kółka teatralnego przy Liceum im. Józefa Poniatowskiego.
„Poza teatrem jego pasją było harcerstwo. Należał do tej organizacji już w czasie swego pobytu we Lwowie. Z dumą nosił w klapie krzyż harcerski. Miał stopień podharcmistrza, sympatyzował z lewicowym nurtem tej organizacji, skupionym w KIMB (Koło Instruktorów imienia Mieczysława Bema)”.
Po klęsce wrześniowej, pierwsze komórki konspiracji, organizujące harcerzy z 71 i 14 WDH utworzył Berger już w październiku 1939 roku. 8 listopada 1939 r. nawiązał kontakt z Komendą Główną Służby Zwycięstwu Polski. Oddział Bergera nabrał charakteru wojskowego i szybko się powiększał. Formalnie dowództwo objął Henryk Mitak – harcmistrz, przed wojną komendant hufca na Żoliborzu. Jeszcze w 1939 roku, „na Sylwestra, złożyli przysięgę na ręce Bergera wychowawcy i podopieczni „Dziadka” Kazimierza Lisieckiego z „Ogniska” przy ul. Długiej 13. Przewodził im ppor. rez. art. z 28 palu Jan Werda ps. „Fater”. Było to jego przezwisko, jakie nadali mu bursiści Lisieckiego, świadczące o ich uczuciach. Grupa liczyła 3 oficerów rezerwy i 20 chłopców, najmłodszy, Jerzy Kuziński ps. „Jeż”, miał zaledwie 14 lat”.
22 listopada 1943 roku Berger wraz z Jerzym Ukleją ps. „Lenin” zostali zaskoczeni przez łapankę przy zjeździe tramwaju z wiaduktu nad Dworcem Gdańskim, przy ul. Zajączka. Postanowili uciekać. Kula ścigających go Niemców trafiła Bergera. Zaatakował gołymi rękami najbliższego Niemca, ale został zastrzelony przez innego żandarma. Ciało Bergera zawieziono do Zakładu Medycyny Sądowej i następnie pochowano na cmentarzu Powązkowskim. W 1958 roku jego szczątki ekshumowano i złożono w kwaterze „Baszty” na cmentarzu Wojskowym na Powązkach (kwatera 26A-11-13).
Jednym z żołnierzy Ludwika Bergera był Julian Eugeniusz Kulski, który dla uczczenia swojego opiekuna, dowódcy i przyjaciela przejął po jego śmierci pseudonim „Goliat”.

## Życie prywatne
W 1933 roku ożenił się z Ireną Rogowską. W roku 1935 urodził się ich syn Marek. Małżeństwo przetrwało kilka lat.

## Odznaczenia
Pośmiertnie odznaczony Krzyżem Srebrnym Orderu Wojennego Virtuti Militari oraz Krzyżem Walecznych.

## Upamiętnienie
W listopadzie 1983 na budynku przy ul. Śmiałej 5/7 odsłonięto tablicę upamiętniającą Ludwika Bergera. Od września 2011 jest on patronem skweru u zbiegu ulic gen. Zajączka, Śmiałej i Mickiewicza na Żoliborzu.